# Lithobates capito
Lithobates capito är en groddjursart som först beskrevs av John Lawrence LeConte 1855.  Lithobates capito ingår i släktet Lithobates och familjen egentliga grodor. IUCN kategoriserar arten globalt som nära hotad. Inga underarter finns listade i Catalogue of Life.